# Безсоння для двох
Безсоння для двох (англ. Along for the Ride) — американський драматичний фільм 2022 року, сценаристки і режисерки Софії Альварес за однойменним романом Сари Дессен. У фільмі зіграли Емма Пазаров, Бельмонт Камелі, Кейт Босворт, Лаура Каріукі, Енді Макдавелл та Дермот Малруні. Фільм вийшов на екрани Netflix 6 травня 2022 року.

## Сюжет
Влітку перед коледжем старанна учениця Оден зустрічає загадкового Ілая, і він допомагає їй зануритися в безтурботне підліткове життя, якого їй так бракувало.

## Актори та ролі
| Актор           | Роль     |
| --------------- | -------- |
| Емма Пазаров    | Оден     |
| Бельмонт Камелі | Елі      |
| Кейт Босворт    | Хайді    |
| Лаура Каріукі   | Меггі    |
| Енді Макдавелл  | Вікторія |
| Дермот Малруні  | Роберт   |
| Джи Ханнеліус   | Лія      |
| Самія Фіннерті  | Естер    |
| Пол Кармірян    | Адам     |
| Маркус Скрібнер | Уоллес   |
| Рікардо Уртадо  | Джейк    |